# Historique de la draft des Clippers de Los Angeles
Le tableau suivant établit l'historique des sélections de la draft des Clippers de Los Angeles, au sein de la National Basketball Association (NBA) depuis 1970. 
Ils ont également réalisé une draft d'expansion en 1970, où ils ont sélectionné des joueurs pour réaliser leurs débuts dans la ligue.

## Légende
|  | Joueur intronisé au Basketball Hall of Fame          |
|  | Joueur sélectionné en premier choix lors de sa draft |
|  | Joueur ayant participé au NBA All-Star Game          |

## Sélections

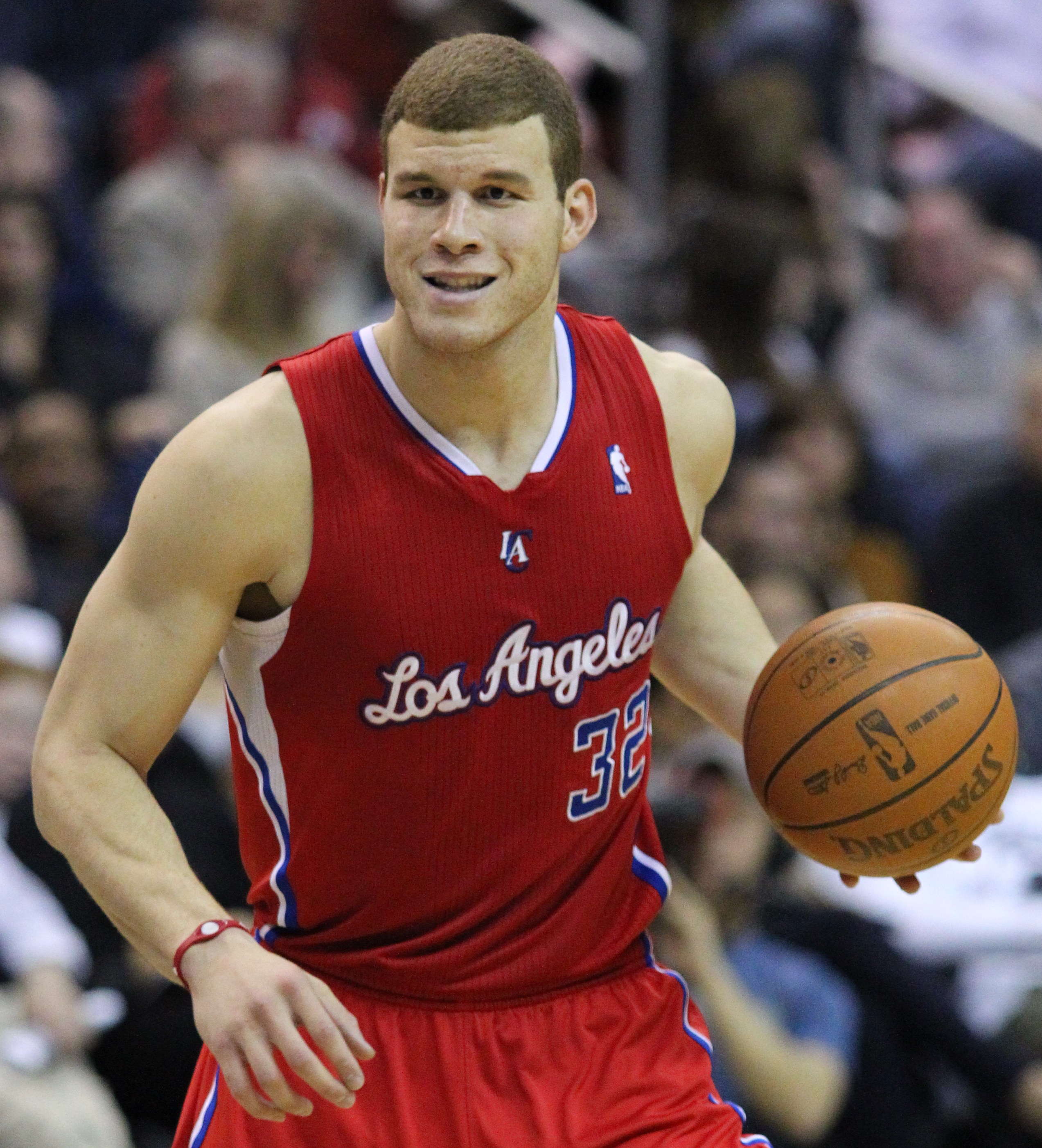
Blake Griffin, sélectionné en 2009.

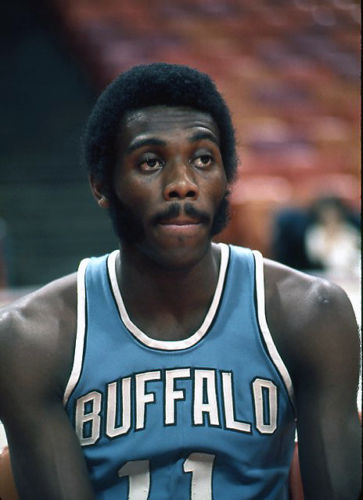
Bob McAdoo, sélectionné en 1972.

| Année | Tour | Choix | Nom du joueur          | Provenance                      |
| ----- | ---- | ----- | ---------------------- | ------------------------------- |
| 2024  | 2    | 46    | Cam Christie           | Minnesota                       |
| 2023  | 1    | 30    | Kobe Brown             | Missouri                        |
| 2023  | 2    | 48    | Jordan Miller          | Miami                           |
| 2022  | 2    | 43    | Moussa Diabaté         | Michigan                        |
| 2021  | 1    | 25    | Quentin Grimes         | Houston                         |
| 2020  | 2    | 57    | Reggie Perry           | Mississippi State               |
| 2019  | 2    | 48    | Terance Mann           | Florida State                   |
| 2019  | 2    | 56    | Jaylen Hands           | UCLA                            |
| 2018  | 1    | 12    | Miles Bridges          | Michigan State                  |
| 2018  | 1    | 13    | Jerome Robinson        | Boston College                  |
| 2016  | 1    | 25    | Brice Johnson          | North Carolina                  |
| 2016  | 2    | 33    | Cheick Diallo          | Kansas                          |
| 2014  | 1    | 28    | C. J. Wilcox           | Washington                      |
| 2013  | 1    | 25    | Reggie Bullock         | North Carolina                  |
| 2012  | 2    | 53    | Furkan Aldemir         | Galatasaray (Turquie)           |
| 2011  | 2    | 37    | Trey Thompkins         | Georgia                         |
| 2011  | 2    | 47    | Travis Leslie          | Georgia                         |
| 2010  | 1    | 8     | Al-Farouq Aminu        | Wake Forest                     |
| 2010  | 2    | 54    | Willie Warren          | Oklahoma                        |
| 2009  | 1    | 1     | Blake Griffin          | Oklahoma                        |
| 2008  | 1    | 7     | Eric Gordon            | Indiana                         |
| 2008  | 2    | 35    | DeAndre Jordan         | Texas A&M                       |
| 2007  | 1    | 14    | Al Thornton            | Florida State                   |
| 2007  | 2    | 45    | Jared Jordan           | Marist                          |
| 2006  | 2    | 34    | Paul Davis             | Michigan State                  |
| 2006  | 2    | 52    | Guillermo Díaz         | Miami                           |
| 2005  | 1    | 12    | Yaroslav Korolev       | CSKA Moscou (Russie)            |
| 2005  | 2    | 32    | Daniel Ewing           | Duke                            |
| 2004  | 1    | 4     | Shaun Livingston       | Peoria HS (Illinois)            |
| 2004  | 2    | 33    | Lionel Chalmers        | Xavier University               |
| 2003  | 1    | 6     | Chris Kaman            | Central Michigan                |
| 2003  | 2    | 34    | Sofoklis Schortsanitis | Iraklis (Grèce)                 |
| 2002  | 1    | 6     | Chris Wilcox           | Maryland                        |
| 2002  | 1    | 12    | Melvin Ely             | Fresno State                    |
| 2002  | 2    | 40    | Mario Kasun            | Skyliners Frankfurt (Allemagne) |
| 2001  | 1    | 2     | Tyson Chandler         | Dominguez HS                    |
| 2000  | 1    | 3     | Darius Miles           | East St. Louis HS (Illinois)    |
| 2000  | 1    | 18    | Quentin Richardson     | DePaul                          |
| 2000  | 2    | 30    | Marko Jarić            | Fortitudo Bologna (Italie)      |
| 1999  | 1    | 4     | Lamar Odom             | Rhode Island                    |
| 1999  | 2    | 31    | Rico Hill              | Illinois State                  |
| 1998  | 1    | 1     | Michael Olowokandi     | Pacific (Californie)            |
| 1998  | 2    | 48    | Brian Skinner          | Baylor                          |
| 1997  | 1    | 14    | Maurice Taylor         | Michigan                        |
| 1996  | 1    | 7     | Lorenzen Wright        | Memphis                         |
| 1996  | 2    | 36    | Doron Sheffer          | Connecticut                     |
| 1995  | 1    | 2     | Antonio McDyess        | Alabama                         |
| 1995  | 2    | 53    | Constantin Popa        | Miami (Florida)                 |
| 1993  | 1    | 13    | Terry Dehere           | Seton Hall                      |
| 1993  | 2    | 53    | Leonard White          | Southern                        |
| 1992  | 1    | 16    | Randy Woods            | La Salle                        |
| 1992  | 1    | 25    | Elmore Spencer         | UNLV                            |
| 1991  | 1    | 22    | LeRon Ellis            | Syracuse                        |
| 1991  | 2    | 37    | Elliott Perry          | Memphis                         |
| 1991  | 2    | 38    | Joe Wylie              | Miami                           |
| 1990  | 1    | 8     | Bo Kimble              | Loyola Marymount                |
| 1990  | 1    | 13    | Loy Vaught             | Michigan                        |
| 1989  | 1    | 2     | Danny Ferry            | Duke                            |
| 1989  | 2    | 31    | Jeff Martin            | Murray State                    |
| 1989  | 2    | 33    | Jay Edwards            | Indiana                         |
| 1988  | 1    | 1     | Danny Manning          | Kansas                          |
| 1988  | 1    | 6     | Hersey Hawkins         | Bradley                         |
| 1988  | 2    | 45    | Tom Garrick            | Rhode Island                    |
| 1988  | 3    | 51    | Rob Lock               | Kentucky                        |
| 1987  | 1    | 7     | Reggie Williams        | Georgetown                      |
| 1987  | 1    | 13    | Joe Wolf               | North Carolina                  |
| 1987  | 1    | 19    | Ken Norman             | Illinois                        |
| 1987  | 2    | 38    | Norris Coleman         | Kansas State                    |
| 1987  | 3    | 47    | Tim McCalister         | Oklahoma                        |
| 1987  | 5    | 93    | Chad Kessler           | Georgia                         |
| 1987  | 6    | 116   | Martin Nessley         | Duke                            |
| 1987  | 7    | 139   | Henry Carr             | Witchita State                  |
| 1986  | 3    | 54    | Dwayne Polee           | Pepperdine                      |
| 1986  | 4    | 78    | John Brownlee          | Texas                           |
| 1986  | 5    | 100   | Steffond Johnson       | San Diego State                 |
| 1986  | 6    | 124   | Tim Kempton            | Notre Dame                      |
| 1986  | 7    | 146   | Johnny Brown           | New Mexico                      |
| 1985  | 1    | 3     | Benoit Benjamin        | Creighton                       |
| 1985  | 3    | 52    | Anicet Lavodrama       | Houston Baptist                 |
| 1985  | 4    | 74    | Jim Deines             | Arizona State                   |
| 1985  | 5    | 99    | Wayne Carlander        | USC                             |
| 1985  | 6    | 121   | Malcolm Thomas         | Missouri                        |
| 1985  | 7    | 143   | Gary Maloncon          | UCLA                            |
| 1984  | 1    | 8     | Lancaster Gordon       | Louisville                      |
| 1984  | 2    | 27    | Michael Cage           | San Diego State                 |
| 1984  | 4    | 75    | Marc Glass             | Montana                         |
| 1984  | 5    | 98    | Alonza Allen           | Louisiana Lafayette             |
| 1984  | 6    | 121   | Phillip Haynes         | Memphis                         |
| 1984  | 7    | 144   | David Brantley         | Oregon                          |
| 1984  | 8    | 167   | Jim McLoughlin         | Temple                          |
| 1984  | 9    | 189   | Dave Schultz           | Westmont (Californie)           |
| 1984  | 10   | 211   | Dick Mumma             | Penn State                      |
| 1983  | 1    | 4     | Byron Scott            | Arizona State                   |
| 1983  | 5    | 97    | Manute Bol             |                                 |
| 1983  | 7    | 142   | Dan Evans              | Oregon State                    |
| 1983  | 8    | 165   | Mark Gannon            | Iowa                            |
| 1983  | 9    | 188   | David Maxwell          | Fordham                         |
| 1983  | 10   | 209   | Keith Smith            | San Diego State                 |
| 1982  | 1    | 2     | Terry Cummings         | DePaul                          |
| 1982  | 2    | 28    | Richard Anderson       | UC Santa Barbara                |
| 1982  | 3    | 48    | Craig Hodges           | Long Beach State                |
| 1982  | 4    | 71    | Darius Clemons         | Loyola (Illinois)               |
| 1982  | 5    | 94    | Gary Carter            | Tennessee                       |
| 1982  | 6    | 117   | Eric Marbury           | Georgia                         |
| 1982  | 7    | 140   | Eddie Hughes           | Colorado State                  |
| 1982  | 8    | 163   | Jacques Tuz            | Colorado                        |
| 1982  | 9    | 186   | John Hedgwood          | San Francisco                   |
| 1982  | 10   | 207   | Daryl Stovall          | Creighton                       |
| 1981  | 1    | 8     | Tom Chambers           | Utah                            |
| 1981  | 3    | 54    | Jim Smith              | Ohio State                      |
| 1981  | 4    | 77    | Lee Raker              | Virginia                        |
| 1981  | 5    | 100   | Dennis Isbell          | Memphis                         |
| 1981  | 6    | 123   | Mike Pepper            | North Carolina                  |
| 1981  | 7    | 146   | Randy Johnson          | Southern Colorado               |
| 1981  | 8    | 168   | Todd Haynes            | Davidson                        |
| 1981  | 9    | 190   | Art Jones              | NC State                        |
| 1981  | 10   | 210   | Tony Gwynn             | San Diego state                 |
| 1980  | 1    | 9     | Michael Brooks         | La Salle                        |
| 1980  | 4    | 76    | Ed Odom                | Oklahoma State                  |
| 1980  | 5    | 99    | Wally Rank             | San Jose State                  |
| 1980  | 6    | 122   | Londale Theus          | Santa Clara                     |
| 1980  | 7    | 145   | Paul Anderson          | USC                             |
| 1979  | 3    | 55    | Tom Channel            | Boston University               |
| 1979  | 4    | 77    | Lionel Garrett         | Southern                        |
| 1979  | 5    | 99    | Greg Joyner            | MTSU                            |
| 1979  | 6    | 119   | Bob Bender             | Duke                            |
| 1979  | 7    | 139   | Jene Grey              | Le Moyne                        |
| 1979  | 8    | 158   | Renaldo Lawrence       | Appalachian State               |
| 1979  | 9    | 176   | Mike Dodd              | San Diego State                 |
| 1979  | 10   | 194   | Greg Hunter            | Loyola Marymount                |
| 1978  | 2    | 41    | Jerome Whitehead       | Marquette                       |
| 1978  | 3    | 48    | Mike Santos            | Utah State                      |
| 1978  | 3    | 51    | Ricky Gallon           | Louisville                      |
| 1978  | 3    | 65    | Marvin Delph           | Arkansas                        |
| 1978  | 4    | 68    | Jim Boylan             | Marquette                       |
| 1978  | 4    | 73    | Larry Harris           | Pittsburgh                      |
| 1978  | 4    | 76    | Leroy McDonald         | Wake Forest                     |
| 1978  | 5    | 90    | David Thompson         | Florida State                   |
| 1978  | 6    | 112   | Bob Miscevicious       | Providence                      |
| 1978  | 7    | 133   | Stan Pietkiewicz       | Auburn                          |
| 1978  | 8    | 154   | Felton Young           | Jacksonville                    |
| 1978  | 9    | 172   | Bobby White            | Centenary                       |
| 1977  | 2    | 24    | Larry Johnson          | Kentucky                        |
| 1977  | 4    | 68    | Melvin Watkins         | Charlotte                       |
| 1977  | 5    | 90    | Mike Hanley            | Niagara                         |
| 1977  | 6    | 112   | Curvan Lewis           | Virginia Union                  |
| 1977  | 7    | 133   | Mike Jackson           | Tennessee                       |
| 1977  | 8    | 153   | Emery Sammons          | Philadelphia                    |
| 1976  | 1    | 6     | Adrian Dantley         | Notre Dame                      |
| 1976  | 3    | 48    | Gary Brewster          | UTEP                            |
| 1976  | 6    | 100   | Danny Odums            | Fairfield                       |
| 1976  | 7    | 118   | Frank Jones            | Tennessee Tech                  |
| 1976  | 8    | 136   | Mark McAndrew          | Providence                      |
| 1976  | 9    | 153   | Bob Rozyczko           | St. Bonaventure                 |
| 1976  | 10   | 169   | Tim Stokes             | Canisius                        |
| 1975  | 3    | 52    | George Bucci           | Manhattan                       |
| 1975  | 4    | 70    | Bob Fleischer          | Duke                            |
| 1975  | 5    | 88    | Sam Berry              | Armstrong State                 |
| 1975  | 6    | 106   | Larry Jackson          | Charlotte                       |
| 1975  | 7    | 124   | Mike Franklin          | Cincinnati                      |
| 1975  | 8    | 142   | Allen Jones            | Pepperdine                      |
| 1975  | 9    | 158   | George Rautins         | Niagara                         |
| 1975  | 10   | 172   | Art Allen              | Pepperdine                      |
| 1974  | 1    | 9     | Tom McMillen           | Maryland                        |
| 1974  | 3    | 45    | Kim Hughes             | Wisconsin                       |
| 1974  | 4    | 63    | Bernie Harris          | VCU                             |
| 1974  | 5    | 81    | Tony Byers             | Wake Forest                     |
| 1974  | 6    | 99    | Gary Link              | Missouri                        |
| 1974  | 7    | 117   | Tommy Curtis           | UCLA                            |
| 1974  | 8    | 135   | Glenn Price            | St. Bonaventure                 |
| 1974  | 9    | 153   | John Falconi           | Davidson                        |
| 1974  | 10   | 170   | Andy Rimol             | Princeton                       |
| 1973  | 1    | 3     | Ernie DiGregorio       | Providence                      |
| 1973  | 3    | 38    | Ken Charles            | Fordham                         |
| 1973  | 4    | 54    | Doug Little            | Oregon                          |
| 1973  | 5    | 72    | Randy Noll             | Marshall                        |
| 1973  | 6    | 88    | Mike Macaluso          | Canisius                        |
| 1973  | 7    | 106   | Tim Bassett            | Georgia                         |
| 1973  | 8    | 122   | Carl Jackson           | St. Bonaventure                 |
| 1973  | 9    | 140   | Bob Fullerton          | Xavier                          |
| 1973  | 10   | 153   | Nick Connor            | Illinois                        |
| 1973  | 11   | 168   | Mike Lee               | Syracuse                        |
| 1973  | 12   | 176   | Aaron Convington       | Canisius                        |
| 1973  | 13   | 184   | Bob Vartanian          | Buffalo                         |
| 1973  | 14   | 190   | Ron Gilliam            | SUNY Brockport                  |
| 1973  | 15   | 195   | John Fraley            | Georgia                         |
| 1973  | 16   | 200   | John Green             | Oregon                          |
| 1973  | 17   | 204   | Jim Garvin             | Boston University               |
| 1973  | 18   | 207   | Don Johnston           | North Carolina                  |
| 1973  | 19   | 209   | Ron Thorsten           | UBC (Canada)                    |
| 1973  | 20   | 211   | Phil Tollestrup        | Lethbridge (Canada)             |
| 1972  | 1    | 2     | Bob McAdoo             | North Carolina                  |
| 1972  | 2    | 15    | Harold Fox             | Jacksonville                    |
| 1972  | 3    | 32    | Bob Morse              | Pennsylvania                    |
| 1972  | 4    | 49    | George Bryant          | Eastern Kentucky                |
| 1972  | 5    | 65    | Arnie Berman           | Brown                           |
| 1972  | 6    | 83    | Ed Czernota            | Sacred Heart (Connecticut)      |
| 1972  | 7    | 99    | Greg Kohls             | Syracuse                        |
| 1972  | 8    | 115   | Andy Denny             | South Alabama                   |
| 1972  | 9    | 131   | John Collins           | SUNY Brockport                  |
| 1972  | 11   | 158   | Jim Prokell            | Edinboro (Pennsylvanie)         |
| 1972  | 12   | 167   | Frank Dewitt           | Virginia                        |
| 1972  | 13   | 176   | Kim Huband             | North Carolina                  |
| 1972  | 14   | 182   | Greg Corson            | North Carolina                  |
| 1972  | 15   | 189   | Paul Hoffman           | St. Bonaventure                 |
| 1972  | 16   | 194   | Norman Bounds          | SUNY Brockport                  |
| 1971  | 1    | 3     | Elmore Smith           | Kentucky State                  |
| 1971  | 2    | 19    | Fred Hilton            | Grambling State                 |
| 1971  | 2    | 26    | Amos Thomas            | Southwestern Oklahoma State     |
| 1971  | 2    | 30    | Spencer Haywood        | Detroit                         |
| 1971  | 4    | 53    | Jimmy O'Brien          | Boston College                  |
| 1971  | 5    | 70    | Gary Nelson            | Duquesne                        |
| 1971  | 6    | 87    | Glen Summors           | Gannon                          |
| 1971  | 7    | 104   | Randy Smith            | Buffalo State                   |
| 1971  | 8    | 121   | Craig Love             | Ohio                            |
| 1971  | 9    | 138   | Gary Stewart           | Canisius                        |
| 1971  | 10   | 154   | Don Ward               | Colgate                         |
| 1971  | 11   | 170   | Bill Warner            | Arizona                         |
| 1971  | 12   | 184   | Butch Webster          | LSU                             |
| 1971  | 13   | 197   | Pete Smith             | Valdosta State                  |
| 1971  | 14   | 209   | Ray Lavender           | Drury                           |
| 1971  | 15   | 218   | William Chatmon        | Baylor                          |
| 1971  | 16   | 226   | James Douglas          | Memphis                         |
| 1971  | 17   | 230   | Nelson Isley           | LSU                             |
| 1971  | 18   | 233   | Joey Meyer             | DePaul                          |
| 1970  | 1    | 7     | John Hummer            | Princeton                       |
| 1970  | 2    | 24    | Cornell Warner         | Jackson State                   |
| 1970  | 3    | 43    | Chip Case              | Virginia                        |
| 1970  | 4    | 58    | Erwin Polnick          | Stephen F. Austin State         |
| 1970  | 5    | 77    | Robert Moore           | Central State                   |
| 1970  | 6    | 92    | Doug Hess              | Toledo (Ohio)                   |
| 1970  | 7    | 111   | Cliff Shegogg          | Colorado State                  |
| 1970  | 8    | 126   | Larry Woods            | West Virginia                   |
| 1970  | 9    | 145   | Larry Duckworth        | Henderson State                 |
| 1970  | 10   | 160   | Joe Taylor             | Dillard                         |
| 1970  | 11   | 177   | Dick Walker            | Wake Forest                     |